# نافين جون
نافين جون (بالإنجليزية: Naveen John)‏ (ولد في 7 أبريل 1986 في السالمية) هو دراج هندي، يشارك حاليًا مع فريق كارناتاكا الهندي.

## المسيرة
في عام 2014، أصبح جون بطل الهند، متغلبًا على أرفيند بانور بفارق ثانية واحدة. في العام التالي، انضم إلى الفريق البريطاني كينغسنورث إنترناشونال ويلرز.
في عام 2016، انضم جون إلى الفريق الأسترالي فريق قاري تابع للاتحاد الدولي للدراجات ، ليصبح أول هندي ينضم إلى فريق احترافي دولي في سباق الدراجات. في فبراير، استعاد جون لقبه كبطل سباق. وفي وقت لاحق من الموسم، أصبح جون، إلى جانب أرفيند بانور، أول هنديين يشاركان في بطولة العالم لسباق الدراجات على الطريق، عندما تنافسا في بطولة العالم لسباق الدراجات على الطريق 2016 – سباق فردي ضد الساعة للرجال، وأنهى السباق في المركز 55.
في عام 2017، غادر جون الفريق الأسترالي لينضم إلى النادي البلجيكي أسفرا ريسينغ أودنارده.
في عام 2018، عاد جون إلى فريق سيسلو ريسينغ، الذي لعب معه ثلاث مواسم من 2010 إلى 2012. في فبراير، شارك في بطولة آسيا لسباق الدراجات على الطريق 2018، وحل في المركز العاشر في السباق، والمركز 44 في سباق الطريق.
في أبريل 2019، شارك نافين جون في بطولة آسيا لسباقات الدراجات على الطريق، وأنهى سباق الطريق الجماعي في المركز 36.

## أبرز النتائج
2012
المركز الثاني إجمالًا في طواف نلغيريس
المركز الرابع في سباق الطريق، البطولة الوطنية لسباقات الطرق
2013
المركز الرابع ، البطولة الوطنية لسباقات الطرق
2014
الأول  ، البطولة الوطنية لسباقات الطرق
2016
الأول  ، البطولة الوطنية لسباقات الطرق
2017
البطولة الوطنية لسباقات الطرق
الأول  سباق الطريق
الثاني إجمالًا في طواف نلغيريس
الأول في المرحلتين 4 و5
2018
الأول إجمالًا في طواف نلغيريس
الأول في المرحلتين 3 و5
الثاني ، البطولة الوطنية لسباقات الطرق
العاشر ، بطولة آسيا لسباق الدراجات على الطريق 2018
2019
الأول  ، ركوب الدراجات في دورة الألعاب الجنوب آسيوية 2019
الأول  ، البطولة الوطنية لسباقات الطرق
2021
الأول  ، البطولة الوطنية لسباقات الطرق
2022
الثامن ، بطولة آسيا لسباق الدراجات
2023
الأول  ، البطولة الوطنية لسباقات الطرق
2024
الأول  ، البطولة الوطنية لسباقات الطرق